# کریستوفر کنورتی
کریستوفر کِنوُرتی (به انگلیسی: Christopher Kenworthy ؛ زاده ۱۹۶۸)، نویسندهٔ استرالیایی و پیش از این، کارگردان فیلم بوده‌است. او نویسندهٔ دو رمان به نام‌های The Winter Inside و The Quality of Light (انتشارات Serpent's Tail) همچنین یک مجموعه داستان کوتاه با عنوان ?Will You Hold Me است. داستان‌های او توسط نویسندگانی چون مایکل موروک ستوده شده و در کتاب‌هایی مانند «بهترین داستان‌های فانتزی و ترسناکِ سال» گلچین شده‌است.
وی که در پرستون (Preston) انگلیس متولد شده، در سال ۱۹۹۷ به استرالیا نقل مکان کرد و بی‌سر و صدا به کارگردانی فیلم مشغول شد که تا سال ۲۰۱۳ ادامه داشت. در این زمان او یک فیلم بلند به نام «مجسمه‌ساز» (The Sculptor) را کارگردانی کرد. کتاب‌های Master Shots او پرفروش‌ترین کتاب‌های انتشارات Michael Wiese بود. این مجموعه کتاب‌ها توسط محمد ارژنگ به فارسی ترجمه شده و انتشارات چتر فیروزه آن‌ها را منتشر کرده‌است. کنورتی در سال ۲۰۰۷ برندهٔ جایزهٔ کارگردانی (WA Screen Awards) شد. او بسیاری نماهنگ نیز کارگردانی کرده‌است، از جمله Dreaming Light برای گروه Anathema.
| عنوان انگلیسی        | عنوان فارسی                | مترجم             | ناشر       |
| -------------------- | -------------------------- | ----------------- | ---------- |
| Master Shots         | دکوپاژهای مرجع             | محمد ارژنگ        | چتر فیروزه |
| 2 Master Shots       | دکوپاژهای مرجع (۲)         | محمد ارژنگ        | چتر فیروزه |
| 3 Master Shots       | دکوپاژهای مرجع (۳)         | محمد ارژنگ        | چتر فیروزه |
| Shoot Like Spielberg | کارگردانی به سبک اسپیلبرگ  | محمد ارژنگ        | چتر فیروزه |
| Shoot Like Scorsese  | کارگردانی به سبک اسکورسیزی | محمد ارژنگ        | چتر فیروزه |
| Shoot Like Tarantino | کارگردانی به سبک تارانتینو | عطیه اخوان طهرانی | چتر فیروزه |